# Preußische T 5
In der Gattung  T 5 der Preußischen Staatseisenbahnen waren Personenzug-Tenderlokomotiven verschiedener Bauarten zusammengefasst. Einige Exemplare der Gattungen T 5.1 und  T 5.2 sind als Baureihe 71.0 und 72.0 noch zur Deutschen Reichsbahn gelangt.

## T 5.1
Die Gattung T 5.1 mit der Achsfolge 1’B1’ wurde von 1895 bis 1905 von Henschel in 309 Exemplaren zuerst für die Strecken der Berliner Stadtbahn gebaut, um die älteren 1B- und B1-Lokomotiven abzulösen, deren Leistung nicht mehr ausreichend war. Später erhielten auch viele andere Direktionen die T 5.1. Weitere 20 Lokomotiven gingen an die Großherzoglich Oldenburgische Eisenbahn als Oldenburgische T 5.1.
Nach dem Erscheinen leistungsstärkerer Maschinen wurde die T 5.1 in den Nebenbahndienst verdrängt. Waren im Jahr 1923 noch 115 Lokomotiven als 71 001–018, 021–028, 032–119 sowie 72 016 im Umzeichnungsplan der Deutschen Reichsbahn für Länderbahnlokomotiven enthalten, reduzierte sich der Bestand bis 1925 auf 26 Lokomotiven mit den Betriebsnummern 71 001–026. Bis zum Jahr 1930 waren alle Exemplare ausgemustert.
1934 wurden die Nummern 71 001–006 mit den Einheitslokomotiven der Baureihe 71 neu belegt.
Die polnischen Staatsbahnen Polskie Koleje Państwowe (PKP) übernahmen nach dem Ersten Weltkrieg fünf Lokomotiven der Baujahre 1897 bis 1904. Die als OKe1 eingereihten Maschinen wurden bei den Direktionen in Wilno und Białystok eingesetzt. Drei wurden zwischen 1936 und 1938 aus dem Betrieb genommen, die anderen zwei waren 1939 noch in Wilno stationiert.
1939 übernahm die litauische Staatsbahn Lietuvos geležinkeliai (LG) mit den Eisenbahnen im Wilnagebiet eine polnische Oke1, die als Baureihe T5 mit der Nummer 801 eingereiht wurde.
Nach der sowjetischen Annexion des Baltikums wurde die litauische T5 801 vom Volkskommissariat für Transportwesen (NKPS) erfasst. Auch die zweite Lok aus Wilno fiel in sowjetische Hände, wurde aber später von den Deutschen erbeutet.
Im Zweiten Weltkrieg kamen vier T 5.1 aus Polen als 71 7001–7004 buchmäßig in den Bestand der Reichsbahn, die Nummern wurden aber nicht mehr angebracht.
Von der Baureihe T 5.1 ist kein Exemplar erhalten geblieben.

## T 5.2
Die Lokomotiven der Gattung T 5.2 (auch bekannt als Wannsee-Typ) wurden von der Firma Henschel (30 Exemplare) und Grafenstaden (6 Exemplare) gebaut. Sie waren für den Verkehr zwischen Berlin und Potsdam vorgesehen und sollten die T 5.1 bei der Berliner Stadtbahn ersetzen.
Von der Achsfolge 2’B versprach man sich gegenüber der T 5.1 bessere Laufeigenschaften; die T 5.2 waren jedoch wegen des Fehlens einer Schleppachse in Verbindung mit den großen Treibrädern für das Rückwärtsfahren weniger geeignet, und ihr Einsatz blieb weitestgehend auf die Ringstrecke beschränkt.
Die Reichsbahn hatte 1923 noch 20 Lokomotiven als 71 019, 020, 029–031 sowie 72 001–015 im Umzeichnungsplan der Deutschen Reichsbahn für Länderbahnlokomotiven zur Umzeichnung vorgesehen, übernahm 1925 nur noch zwei Exemplare mit den Nummern 72 001 und 72 002 in ihren endgültigen Nummernplan und musterte sie bis 1926 aus.
1941 kamen aber zwei Fahrzeuge der Eutin-Lübecker Eisenbahn-Gesellschaft (ELE), die Henschel 1911 und 1912 gebaut hatte, in den Besitz der Reichsbahn. Bei der ELE hatten sie die Nummern 5II und 6II getragen. Sie bekamen die Nummern 72 001 und 002 in zweiter Besetzung. Eines der beiden in den 1920ern zu Heißdampfmaschinen umgebauten und mit Vorwärmern ausgerüsteten Fahrzeuge blieb bis 1955 im Besitz der Deutschen Reichsbahn.
Die polnischen Staatsbahnen Polskie Koleje Państwowe (PKP) übernahmen nach dem Ersten Weltkrieg noch eine Lokomotive des Baujahres 1899, die nach Bromberg umstationiert worden war, als Baureihe OKd1. Diese Lokomotive war noch 1927 im Einsatz, wurde aber vor 1931 ausgemustert.
Von der Baureihe T 5.2 ist kein Exemplar erhalten geblieben.

## T 5.2 Heißdampf
Die T 5.2 in der Heißdampf-Bauart waren die ersten Heißdampf-Tenderlokomotiven der Preußischen Staatseisenbahn. Sie waren nach der Bauart Schmidt konstruiert und den Nassdampf-T-5.2 leistungsmäßig überlegen. Äußerlich unterschieden sie sich von den Nassdampf-T-5.2 durch eine erhöhte Rauchkammer, eine andere Lage des Dampfdoms und einen längeren Achsstand. Die beiden Lokomotiven waren im Jahr 1900 von Henschel gebaut worden. Sie sind nicht mehr von der Deutschen Reichsbahn übernommen worden.

## T 5 der Main-Neckar-Eisenbahn Achsfolge C
Die Gattung T 5 für die Main-Neckar-Eisenbahn-Gesellschaft, die 1866 in preußischen Besitz gelangt war, waren für die Strecke zwischen Weinheim und Fürth (Odenwald) (Weschnitztalbahn) vorgesehen. Zum Einsatz kam sie allerdings auf der Strecke zwischen Frankfurt und Heidelberg, da es Schwierigkeiten auf der Steilstrecken gab. Die sechs Lokomotiven waren in den Jahren 1896 und 1898 von der Maschinenbau-Gesellschaft Karlsruhe gebaut worden.
Von der Baureihe T 5 der Bauart Main-Neckar ist kein Exemplar erhalten geblieben.

## T 5 der Main-Neckar-Eisenbahn Achsfolge 1’C
Neben den Lokomotiven mit der Achsfolge C kamen auch vier Lokomotiven mit der Achsfolge 1’C von der Main-Neckar-Eisenbahn-Gesellschaft zur Preußischen Staatsbahn. Sie waren im Jahr 1899 von der Maschinenbau-Gesellschaft Karlsruhe gebaut worden. Ab 1906 trugen sie die Nummern Mainz 6691–6694.

## T 5 der Unterelbeschen Eisenbahn

T 5, gebaut für die Unterelbesche Eisenbahngesellschaft

Die T 5 der Unterelbeschen Eisenbahngesellschaft waren Personenzugtenderlokomotiven mit der Achsfolge 1B1. Die zehn Lokomotiven waren für den Verkehr auf der Strecke Harburg–Cuxhaven im Jahr 1880 von der Elsässischen Maschinenbau-Gesellschaft Grafenstaden gebaut worden. Sie trugen ab 1906 die Betriebsnummern Altona 6601–6609 und wurden bis 1911 ausgemustert.

## Technische Daten
| T 5 (Preußen)                | T 5 (Preußen)                                           | T 5 (Preußen)                                            | T 5 (Preußen)   | T 5 (Preußen)                       | T 5 (Preußen)                         | T 5 (Preußen)                      |
|                              | T 5.1 DR-Baureihe 71.0 PKP-Baureihe OKe1 LG-Baureihe T5 | T 5.2 DR-Baureihe 72.0 PKP-Baureihe OKd1 ELE Nr. 5 und 6 | T 5.2 Heißdampf | T 5 Bauart Main-Neckar Achsformel C | T 5 Bauart Main-Neckar Achsformel 1’C | T 5 Bauart Unterelbesche Eisenbahn |
| ---------------------------- | ------------------------------------------------------- | -------------------------------------------------------- | --------------- | ----------------------------------- | ------------------------------------- | ---------------------------------- |
| Nummerierung:                | 71 001–026                                              | 72 001–002 72 001’’–002’’                                |                 |                                     | Mainz 6691–6694                       | Altona 6601–6609                   |
| Anzahl:                      | 309                                                     | 36                                                       | 2               | 6                                   | 4                                     | 10                                 |
| Hersteller:                  | Henschel                                                | Henschel, Grafenstaden                                   | Henschel        | Karlsruhe                           | Karlsruhe                             | Grafenstaden                       |
| Baujahr(e):                  | 1895–1905                                               | 1899–1900                                                | 1900            | 1896                                | 1899                                  | 1880                               |
| Ausmusterung:                | 1930                                                    | 1955                                                     | um 1920         |                                     |                                       | 1911                               |
| Achsformel:                  | 1’B1’                                                   | 2’B                                                      | 2’B             | C                                   | 1’C                                   | 1B1                                |
| Spurweite:                   | 1.435 mm                                                | 1.435 mm                                                 | 1.435 mm        | 1.435 mm                            | 1.435 mm                              | 1.435 mm                           |
| Länge über Puffer:           | 11.685 mm                                               | 10.856 mm                                                | 11.606 mm       | 9.934 mm                            |                                       | 10.800 mm                          |
| Dienstmasse:                 | 53,2 t                                                  | 56,4 t                                                   | 60,6 t          | 45,5 t                              | 51,0 t                                | 51,8 t                             |
| Reibungsmasse:               | 31,4 t                                                  | 31,6 t                                                   | 31,6 t          | 45,5 t                              | 44,0 t                                | 27,0 t                             |
| Radsatzfahrmasse:            | 15,7 t                                                  | 16,7 t                                                   | 15,8 t          | 15,2 t                              |                                       |                                    |
| Höchstgeschwindigkeit:       | 75 km/h                                                 | 75 km/h                                                  | 75 km/h         | 65 km/h                             | 65 km/h                               | 80 km/h                            |
| Treibraddurchmesser:         | 1.600 mm                                                | 1.600 mm                                                 | 1.600 mm        | 1.726 mm                            | 1.726 mm                              | 1.730 mm                           |
| Laufraddurchmesser (vorn):   | 1.000 mm                                                | 800 mm                                                   | 850 mm          |                                     |                                       |                                    |
| Laufraddurchmesser (hinten): | 1.000 mm                                                |                                                          |                 |                                     |                                       |                                    |
| Zylinderdurchmesser:         | 430 mm                                                  | 440 mm                                                   | 440 mm          | 430 mm                              | 430 mm                                | 440 mm                             |
| Kolbenhub:                   | 600 mm                                                  | 600 mm                                                   | 600 mm          | 600 mm                              | 600 mm                                | 600 mm                             |
| Kesselüberdruck:             | 12 bar                                                  | 12 bar                                                   | 12 bar          | 12 bar                              | 12 bar                                | 9 bar                              |
| Rostfläche:                  | 1,57 m²                                                 | 1,68 m²                                                  | 1,69 m²         | 1,54 m²                             | 1,54 m²                               | 2,20 m²                            |
| Überhitzerfläche:            |                                                         |                                                          | 29,00 m²        |                                     |                                       |                                    |
| Verdampfungsheizfläche:      | 95,09 m²                                                | 100,68 m²                                                | 109,40 m²       | 96,40 m²                            | 106,00 m²                             | 110,8 m²                           |